# Річотто Канудо
Річо́тто Кану́до ( Ricciotto Canudo, 2 січня 1877, Джоя-дель-Колле, провінція Барі — 10 листопада 1923, Париж) — італійський і французький письменник, есеїст, музикознавець, критик і теоретик кіномистецтва. Писав французькою мовою. Ім'я Канудо увійшло в історію кіно як ім'я піонера в галузі кінокритики і теорії.

## Біографія
Річотто Канудо народився в Джойя дель Колле (провінція Барі), юнаком емігрував до Франції. Входив до кіл художнього авангарду, вів розділ італійської літератури в часописі Меркюр де Франс. У 1911 опублікував статтю-маніфест Народження шостого мистецтва, що набула значної популярності та побутує в історії кіно як «Manifeste des sept arts» («Маніфест семи мистецтв»). У цій статті Канудо назвав кіно «пластикою в русі» і «дитиною машини і почуття» (пізніше, в 1919, він назвав шостим мистецтвом танець, а кіно присвоїв ім'я сьомого мистецтва — цей термін увійшов до широкого вжитку). Популярність цієї статті згодом дала підстави багатьом кінознавцям називати Канудо засновником теорії кіно..
Примикав до футуризму, видавав у Парижі літературно-художній журнал Монжуа (фр. Montjoie — середньовічний бойовий клич і девіз французьких королів), заснував Понеділки — журнал, в редакції якого збирався увесь цвіт паризького авангарду, — на них бували Аполлінер, Сандрар, Фарг, Д'Аннунціо, Марінетті, Жорж Брак, Леже, Делоне, Равель, Саті, Онеггер, Мійо, Стравінський та ін. Організував в редакції у 1913 невелику виставку робіт Шагала. У присвяченій цій виставці статті називає художника «найблискучішим колористом» серед живописців авангарду.

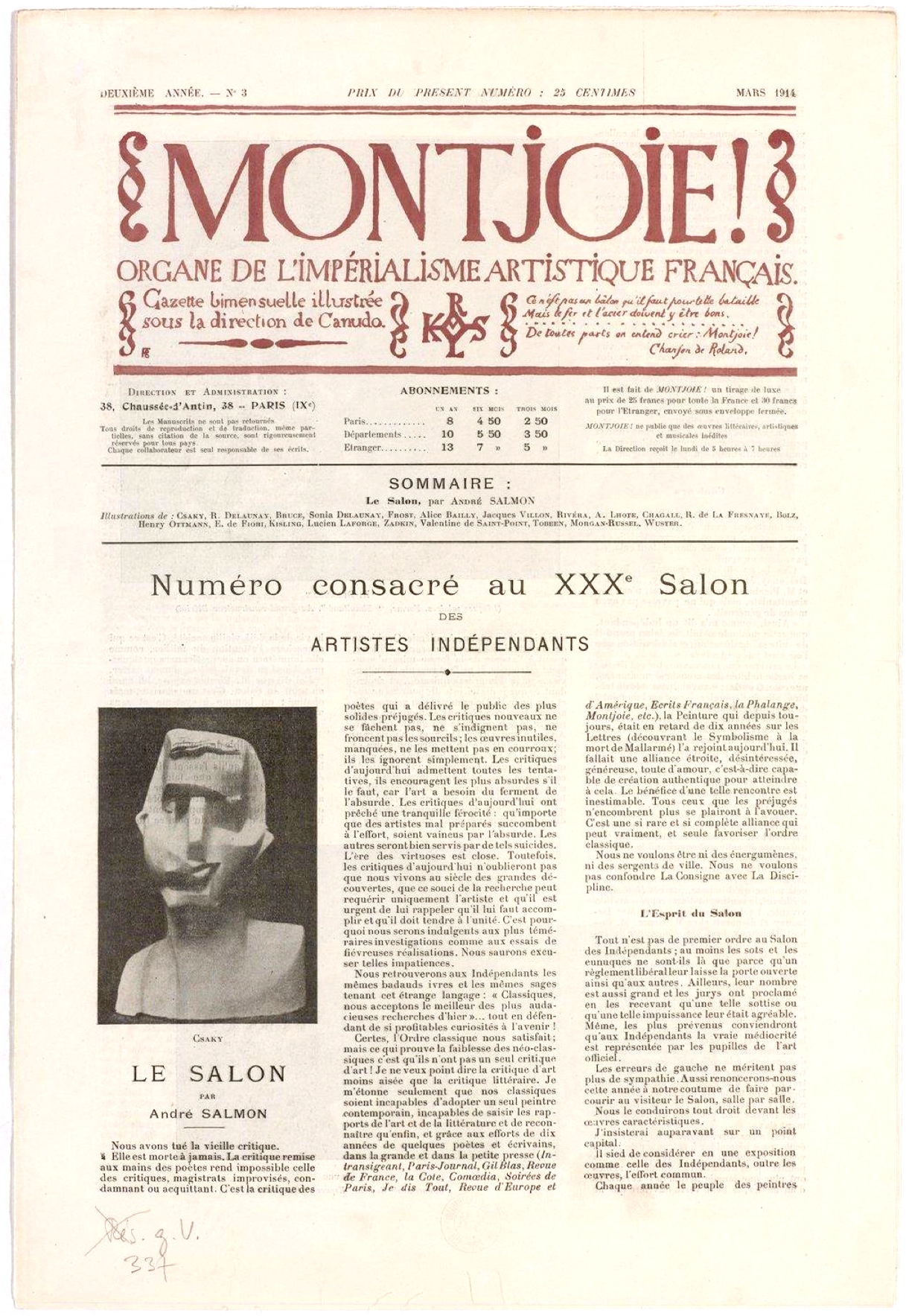
Обкладинка часопису «Монжуа», №3, 1924

Знімався фільм, де діяли художники. Одного з них зображував я. Усі ми були учнями в школі маститого живописця. Не пам'ятаю вже, чи він сам або один з учнів закохався чо то в натурницю, чи то в замовницю.

Учасник Першої світової війни, був поранений. За військову доблесть нагороджений французьким Військовим хрестом і орденом Почесного легіону.
У статті Захистимо мистецтво кіно! (1920) відстоював незалежність кіномистецтва від тиску ринку і комерційних інтересів кінопромисловців. Випускав Газету семи мистецтв (1920), заснував Клуб любителів кіно (1921, розпався у 1924). Клуб, який відвідували Кокто, Кавальканті, Епштейн і Л'Ерб'є, вважається першим кіноклубом в історії. Існує портрет Канудо роботи Пікассо (1923).

## Творчість
Випустив низку романів, книг віршів, збірок эсеїстики.

## Посмертна доля
Нині Канудо розглядається як один з перших теоретиків кіно, засновників кіноестетики. У 1977 в Італії пройшла міжнародна конференція, присвячена його столітьому ювілею. Діє Фонд Річотто Канудо, яка поміж іншого видає його твори і книги про нього. Опубліковано його листування з Аполлінером, монографія про творчі взаємини із Стравінським.

## Видання
- La ville sans chef. Paris, 1910
- Music as a religion of the future. London, 1913
- L'usine aux images. Paris, 1926 (збірка есе про кіномистецтво, перевид. Paris: Séguier, 1995)
- Manifeste des sept arts. Paris: Séguier, 1995.

## Публікації російською мовою
- Манифест семи искусств [1911]// Из истории французской киномысли. М.: Искусство, 1988, с.20-24